# Угово
Угово (підляський говір. Угово), (пол. Uhowo) — село в Польщі, у гміні Лапи Білостоцького повіту Підляського воєводства.
Населення — 1555 осіб (2011).
У 1975-1998 роках село належало до Білостоцького воєводства.
Найдавніші відомості про церкву. Ймовірно, території були населені русинами ще за часів Київської Русі.

## Демографія
Демографічна структура станом на 31 березня 2011 року:
|          | Загалом | Допрацездатний вік | Працездатний вік | Постпрацездатний вік |
| -------- | ------- | ------------------ | ---------------- | -------------------- |
| Чоловіки | 756     | 140                | 496              | 120                  |
| Жінки    | 799     | 121                | 401              | 277                  |
| Разом    | 1555    | 261                | 897              | 397                  |